# Río Maxuca
El río Maxuca, también conocido como Llápices es un río que discurre íntegramente en el concejo de Oviedo, España. Es fruto de la confluencia de varios arroyos y regueros surgidos en la falda sur del monte Naranco, entre los que se encuentra uno que brota de la Fuente de los Pastores junto a la iglesia de San Miguel de Lillo. 
En las inmediaciones de la Fuente de la Plata toma el nombre de Maxuca, y desde ahí discurre hacia el oeste, formando el límite sur de la parroquia de San Claudio con las parroquias de Piedramuelle, Sograndio y San Pedro de Nora, y recibiendo a su paso las aguas de varios regueros como el de Pedruño, Villarmil y otros. Desemboca en el río Nora junto al lugar de Pedreo.   
Aunque el origen del hidrónimo no está muy claro, el río Maxuca aparece mencionado en varios documentos medievales como río Maia, que en su grafía moderna Maxa es el nombre actual de uno de los lugares que se encuentran en su orilla, perteneciente a la parroquia de San Claudio.    
En 2020 un informe de la Confederación Hidrográfica del Cantábrico situaba al río Maxuca entre los más contaminados de Asturias.